# Canal de la Mona
El canal de la Mona es un canal de las Antillas que separa a las Antillas Mayores de La Española y Puerto Rico y conecta el mar Caribe con el océano Atlántico.

## Descripción
Es aquí donde luchan entre sí dos enormes fuerzas de agua. El canal está expuesto al océano Atlántico por el norte y al mar Caribe por el sur. Como si fuera poco, se incluye el factor de los vientos alisios por lo que también se le llama canal del viento (no confundir con el cercano Paso de los Vientos) ya que convergen los cuatro vientos. Estos vientos azotan casi de manera permanente toda la región del Caribe. La energía de los vientos alisios se transfiere al agua en forma de olas que viajan hacia el oeste. Siendo estas las razones por  la cual el canal de la Mona ha cobrado la vida de decenas de inmigrantes debido a las fuertes corrientes y olas de más de 12 pies de altura durante todo el año. Se caracterizan por soplar entre 15 y 20 nudos y siempre desde el este hacia el oeste.

## Extensión y límites
Tiene una extensión de 140 km entre las dos islas, de este a oeste. Casi en el medio del canal está la Isla de mona (55 km²), perteneciente a Puerto Rico. Está a unos 250 km de sur a norte limitado al sur por la Trinchera de los Muertos y al norte con la Fosa de Puerto Rico. Al sur, presenta profundidades de hasta 5,000 metros en la región central un promedio de 500 a 1,000 metros y al norte hasta 8,000 metros.

## Actividad sísmica
Existe sobre la zona desde hace más de 25 años abundante información sísmica. Con la instalación de más de 20 sismógrafos tanto en Puerto Rico como en República Dominicana, así mismo varias estaciones de GPS (Sistemas de posicionamiento global) han ido sido instaladas en ambas islas se obtienen los vectores de desplazamiento (Slip Vectors) de los diferentes terrenos geológicos y también estudios batimétricos, de sonar y sísmica de reflexión han sido llevados a cabo entre 1995 y 2004 al norte del canal. Información preliminar sobre el sur del canal proviene del proyecto  GEOPRICODO donde en 2005 se desplegaron 10 sismómetros en el fondo marino en tres líneas al sur de La Española y también al noroeste de Puerto Rico además de batimetría, sonar, sísmica de reflexión, gravimetría y magnetometría. 

## Historial sísmico
Según fuentes consultadas, ningún evento sísmico de relevancia tuvo lugar en la región del canal mona desde la llegada a América en 1492 por los colonizadores hasta el ocurrido en 1916 de magnitud 7.0 en la Escala de Richter a 80 km al este de Cabo Engaño según el catálogo en la web del servicio geológico de los Estados Unidos (USGS).
Al año siguiente ocurrió un sismo de magnitud 70 en la intersección de la prolongación de la falla septentrional con el Cañón de la Mona (Mona Rift) ubicado a una profundidad de 50 km. En 1918 tuvo lugar el terremoto que generó un tsunami con olas de más de 2 metros de altura que afectó el noroeste de Puerto Rico provocando más de 116 muertes. 
Este terremoto fue sentido en la región este de La Española donde se reportaron subidas en el nivel del Rio Ozama en su desembocadura de Santo Domingo de hasta 70 cm cada 15 minutos por espacio de 2 horas (Reid & Taber,1919). La profundidad de este terremoto en principio fue reportada en 65 km según el Catálogo del International Seismological Center (ISC), luego reubicado a una profundidad de 20 km (Doser, Rodriguez, & Flores, 2005).
El mecanismo focal de este evento sugiere que ocurrió a lo largo de una serie de cuatro fallas normales de dirección 185°-235° (Mercado de McCann, 1998. Y en 1943 un terremoto ubicado unos 35 km al este del Cañón de la Mona de magnitud 7.6 sacudió Puerto Rico sin daños de consideración, este sismo tuvo una profundidad de 35 km. 